# Barrete (veste litúrgica)

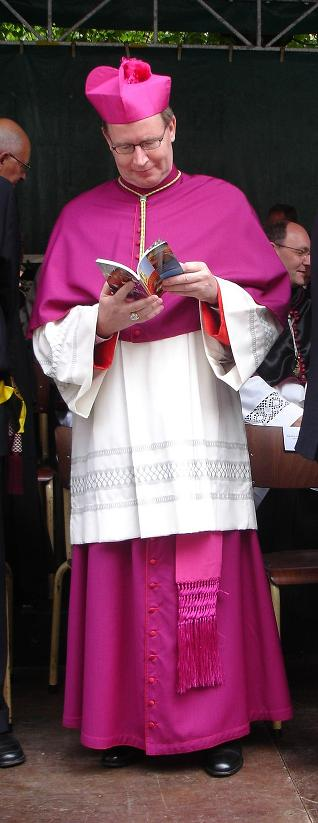
Bispo usando barrete violeta com borla.

Barrete eclesiástico ou litúrgico (do latim: biretum) é uma veste litúrgica usada pelo clero e pelos seminaristas durante as celebrações litúrgicas e/ou sempre que estejam de vestes corais (batina e sobrepeliz) ou sagradas para cobrir a cabeça.
Tem vários formatos, mas o mais comum é de forma quadrada com três palas na parte superior e com uma borla ao meio. A parte desprovida de pala fica para o lado da orelha esquerda. A cor do tecido que reveste o cartão, dos vivos e da borla é de acordo com a dignidade eclesiástica de quem o usar. Os sacerdotes usam barrete todo preto; os monsenhores possuem barrete preto com a borla violeta; os bispos e arcebispos usam barrete todo violeta; já os cardeais usam barrete todo vermelho e sem a borla.

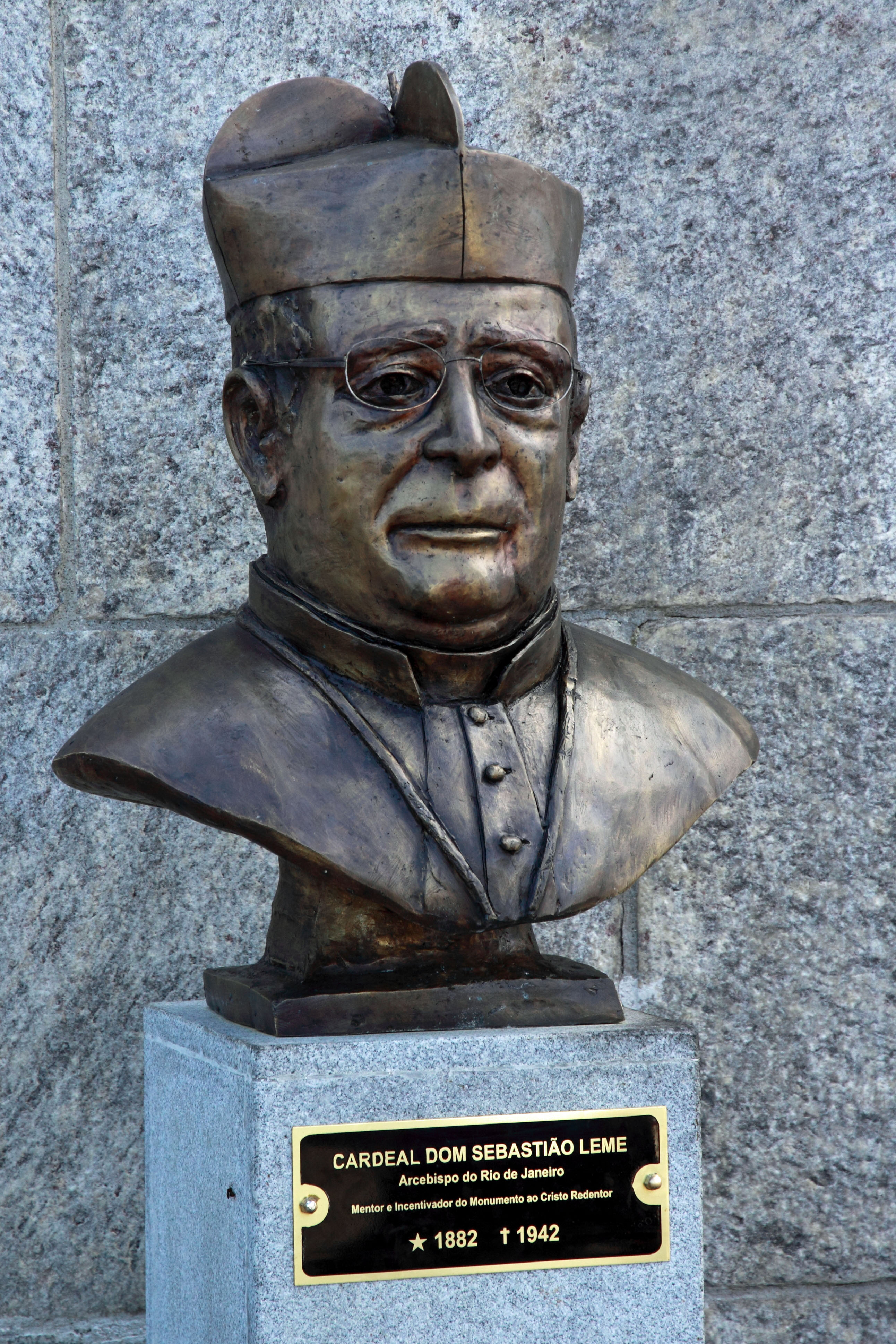
Busto de cardeal com barrete

O barrete demostra a autoridade do clérigo, e seu juizado. Antigamente, para os clérigos, era obrigatório o uso do barrete nas confissões, com o significado de que o sacerdote é um juiz para a confessar alguém, assim como um juiz ao condenar ou absolver um réu, o padre absolve os pecados. E também, antigamente os juízes usavam o barrete para o julgamento num tribunal.

## Instruções sobre o uso do Barrete
Embora as rúbricas atuais não prevejam o uso do barrete, este pode ser utilizado na Igreja Católica pelo clero (diáconos, padres e bispos), ou mesmo seminaristas dentro de rituais litúrgicos ou fora destes.
Na liturgia, quando utilizado, é necessário ter atenção aos momentos de imposição e deposição do Barrete:
1. Após paramentar-se e rezar, cobre-se com o Barrete
2. Ao fim da procissão de entrada, ao chegar ao de grau mais baixo, antes de fazer a vênia ou a genulflexão, depõe-se o barrete e permanece assim para iniciar a Santa Missa
3. Para as leituras, enquanto estiver sentado, cobre-se a cabeça novamente com o Barrete
4. Na aclamação ao Evangelho, independente de fazer a leitura ou haver alguém designado para tal (concelebrante ou diácono), depõe-se o barrete
5. Cobre-se novamente com o Barrete para fazer a Homilia
6. Depõe-se o Barrete ao fim da homilia, permanecendo assim até o fim da Santa Missa.
7. Coloca-se o barrete novamente após a vênia ou genulflexão, caminhando na proscissão de saída.

Para usar o barrete fora da Santa Missa, porém em outras circunstâncias litúrgicas, como a ministração de sacramentos, o ministro deverá seguir regras semelhantes às descritas anteriormente, mantendo-o na cabeça durante as proscissões de entrada e saída, quando estiver sentado, ou durante a homilía.
Para colocar ou depor o barrete, o ministro deverá inclinar a cabeça levemente para baixo e à direita, levando a mão direita à pala direita do Barrete, segurando-o pela própria pala. Enquanto estiver com o barrete em mãos, deve-se segurá-lo pela pala direita, mantendo-o à altura do peito. O clérigo pode entregar o barrete a quem lhe auxilie, ou então, deixá-lo sobre seu assento, enquanto estiver de pé e não estiver utilizando-o. 